# УНА (польовий телефон)

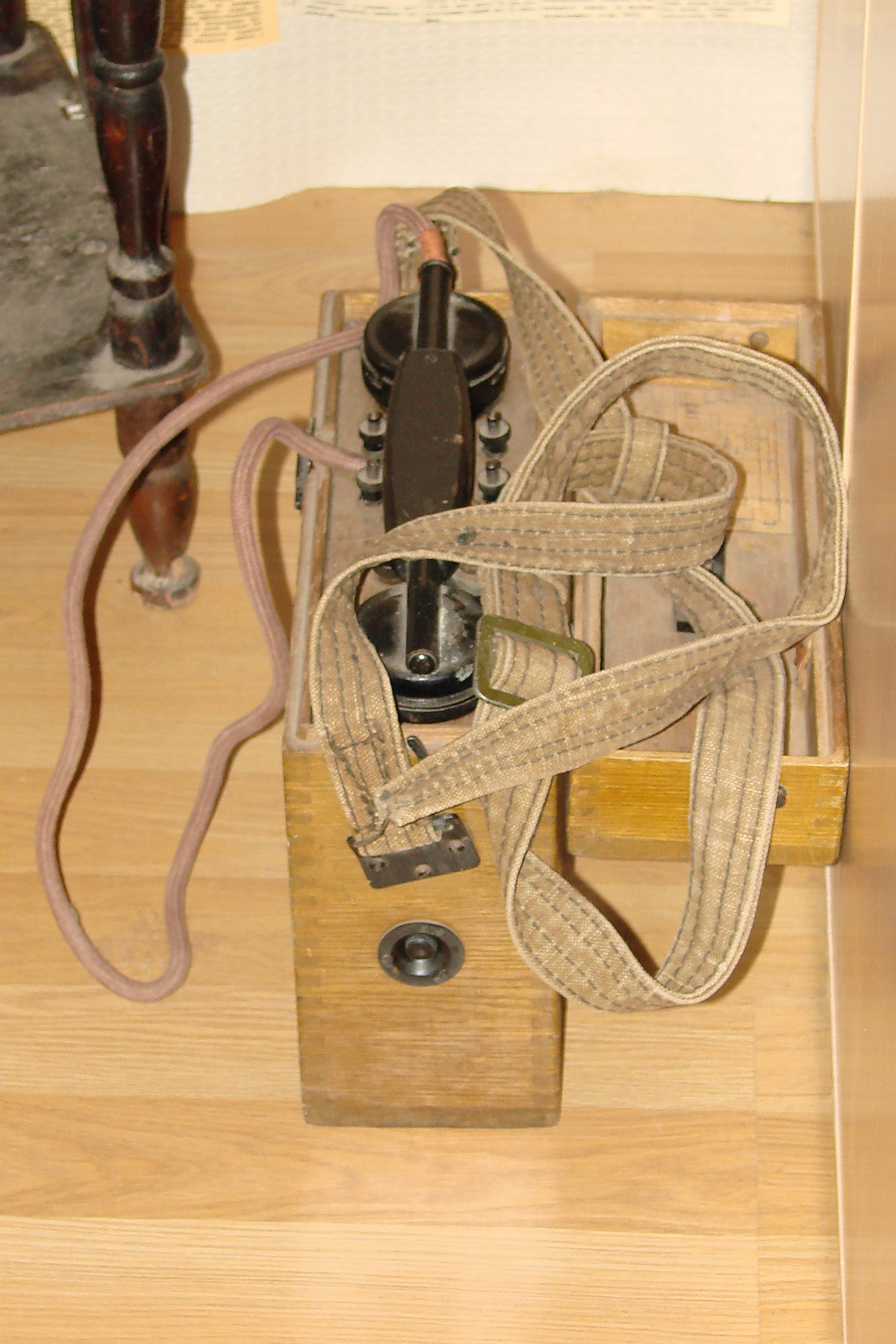
Польовий телефон УНА-Ф-31

УНА — радянський військовий польовий телефон 1928-1943 років виробництва, призначений для забезпечення телефонного зв’язку в польових умовах в режимі місцевої батареї (МБ).

## Історія
Телефонний апарат УНА випускався з 1928 по 1943 роки на радіотелефонному заводі імені Леніна (зараз це ПАО Нітел, Нижній Новгород, Росія).
Саме з польовими телефонами УНА Червона армія вступила у Німецько-радянську війну.
На заміну йому в 1943 році прийшов телефон ТАІ-43, створений на основі трофейних німецьких польових телефонів FF33.

## Модифікації
Польовий телефон УНА має такі модифікації: 
- УНА-Ф — телефон з фонічним викликом.

Виклик абонента здійснюється за допомогою електричного звукового приладу, так званого зумера.
- УНА-І — телефон з індукторним викликом.

Виклик абонента здійснюється за допомогою дзвінка.
- УНА-ФІ — телефон з фоноіндукторним викликом.

Виклик абонента може здійснюватися як фонічним, так і індукторним викликами.
Досвід Німецько-радянської війни показав, що індукторні апарати телефонного зв'язку отримали набагато ширше застосування, ніж фонічні апарати, завдяки своїй надійності й зручності комутації.

## Конструкція
Телефонний апарат УНА складається з наступних деталей:
- дерев'яного корпуса
- телефонної трубки
- трансформатора
- клем підключення лінії зв'язку
- індуктора, або кнопки виклику з пружинами
- зумера або дзвінка
- відсіку живлення

## Технічні характеристики

### Загальні
Маса телефонного апарата:
- з елементами живлення — УНА-Ф — 4,7 кг; УНА-І — 5 кг; УНА-ФІ — 7,6 кг.

Габаритні розміри — УНА-Ф — 285×240×100 мм; УНА-І — 286×185×123 мм; УНА-ФІ — 285×235×115 мм.
Температурний діапазон — ? °C
Напрацювання на відмову — ? годин
Термін експлуатації — ? років

### Режим роботи
Польовий телефон УНА призначений для роботи в режимі місцевої батареї (МБ).

### Електроживлення
- УНА-Ф, та УНА-ФІ — Напруга свіжої батареї, що складається з двох водоналивних (3В) або сухих (3С) елементів, близько 3 В.
- УНА-І — Напруга свіжої батареї, що складається з одного сухого елемента (3С), близько 1,5 В.

### Дальність зв'язку
Польовий телефон забезпечує наступну дальність зв’язку: 
- по польовому кабелю — 18-40 км, залежно від модифікації телефону, марки та стану кабелю.

- по постійних повітряних лініях зв’язку — 120 км.

## Дивись також
- Польовий телефон
- FF33
- ТАІ-43
- ТА-57
- ТА-88
- ТА-01